# 岐阜大学医療技術短期大学部
岐阜大学医療技術短期大学部（ぎふだいがくいりょうぎじゅつたんきだいがくぶ、英語: College of Medical Sciences, Gifu University）は、岐阜県岐阜市柳戸1-1に本部を置いていた日本の国立大学である。1992年に設置され、2003年に廃止された。大学の略称は岐大医短または医短。

## 概要

### 大学全体
- 岐阜県岐阜市に所在した日本の国立短期大学で、併設元は岐阜大学医学部。
- 1992年に看護学科のみの１学科体制で開学し、以後学科数及び入学総定員に増減なし。
- 2000年度の入学生を最後に[注釈 2]、2003年に短期大学としての使命を終える[5]。

### 教育および研究
- 岐阜大学医療技術短期大学部は、看護教育に特化した短大となっていた。実習は主に大学医学部附属病院ほか岐阜県内における保健所をはじめとした医療機関で行われていた。

### 学風および特色
- 岐阜大学医療技術短期大学部は旧来の、医学部附属看護学校を発展改組して生まれた。
- 国立では開学が一番新しい短大だったが、12年足らずで廃止となった。

## 沿革
- 1967年 岐阜大学医学部附属看護学校創立。
- 1984年
  - 8月 岐阜大学医療技術短期大学部の設置計画が行われる[6]。
- 1991年
  - 10月 岐阜大学医療技術短期大学部が設置。
- 1992年
  - 4月1日 岐阜大学医療技術短期大学部が以下の学科体制にて開学[7]。
    - 看護学科 入学定員80名
- 2000年
  - 4月1日 最後の学生募集となる[注釈 2]。
- 2003年
  - 3月31日 左記をもって廃止[5]。

## 基礎データ

### 所在地
- 岐阜県岐阜市柳戸1-1[注釈 1]

### 象徴
- 岐阜大学を参照。

### 年度別学生数
| -      | 入学定員 | 総定員 | 学生数    | 出典     |
| ------ | -------- | ------ | --------- | -------- |
| 1992年 | 80       | 80     | 男4 女76  | [ 注 4 ] |
| 1993年 | 80       | 160    | 男4 女156 | [ 10 ]   |
| 1994年 | 80       | 240    | 男7 女232 | [ 11 ]   |
| 1995年 | 80       | 240    | 男5 女234 | [ 12 ]   |
| 1996年 | 80       | 240    | 男6 女236 | [ 13 ]   |
| 1997年 | 80       | 240    | 男9 女239 | [ 14 ]   |
| 1998年 | 80       | 240    | 男6 女238 | [ 15 ]   |
| 1999年 | 80       | 240    | 男7 女236 | [ 16 ]   |

## 教育および研究

### 組織

#### 学科
- 看護学科 入学定員80名[注 5]

#### 専攻科
- なし

#### 別科
- なし

#### 取得資格について
- 看護師受験資格が得られるシステムとなっていた。

### 研究
- 『岐阜大学医療技術短期大学部紀要』[2]

## 学生生活

### 部活動・クラブ活動・サークル活動
- 岐阜大学医療技術短期大学部で活動していたクラブ活動：テニス・バレーボール・バスケットボールなどのサークルが活動していた。いずれも岐阜大学の学生と合同で行われていた[9]。

## 施設

### キャンパス
- 岐阜大学柳戸キャンパス内に短大独自の校舎が設置されていた。

### 寮
- 岐阜大学を参照。

## 対外関係

### 系列校
- 岐阜大学
- 岐阜大学工業短期大学部

## 卒業後の進路について

### 就職について
- 岐阜大学医学部附属病院をはじめ大手有名病院への就職者が多いものとなっていた。

### 編入学･進学実績
- 金沢大学、長野県看護大学、愛知県立看護大学などの実績がある[18]。